# Дзораґюх (Гадрут)
Дзораґюх (вірм. Ձորագյուղ) — село у Гадрутському районі Нагірно-Карабаської Республіки. Село підпорядковується сільській раді сусіднього села Аракел.